# Здание войсковой канцелярии (Новочеркасск)
Здание войсковой канцелярии расположено в центре Новочеркасске на углу Атаманской улицы и Платовского проспекта. Войсковая канцелярия была построена в 1844 году в стиле русский классицизм по проекту неизвестного архитектора. Является одним из старейших сохранившихся строений Новочеркасска.

## Описание
Будучи угловым, здание войсковой канцелярии имеет два выразительных фасада, главный из которых обращен на Атаманскую улицу. Стремясь придать трехэтажному зданию представительный вид в системе городского ансамбля, архитектор использовал классические формы. Центральная часть фасада акцентирована десятиколонным портиком, стены украшены ленточным фризом и сандриками. Окна второго этажа имеют наличники. Карниз украшен зубчиками. Капители колонн дорического ордера. У главного входа по четыре окна первого этажа от оси — полуциркульные, с замковыми камнями. Аттик обладает сложной формой. Соблюдена главная ось симметрии. Сочетание охристой краски стен с белым выделением декора подчёркивает изысканное благородство и усиливает монументальность здания.

## История
Войсковая канцелярия донских казаков торжественно переехала в молодой Новочекасск из Черкасска (ныне — станица Старочеркасская) 9 мая 1806 года. Красочная процессия возглавлялась духовенством, сопровождалась войсковым начальством, станичными атаманами, сопровождающими войсковые знамёна и регалии. Мимо почетного караула, расставленного вдоль Крещенского спуска, она поднималась вверх, к площади, затем проследовала к зданию войсковой канцелярии. Шумное, под гром пушек торжество в честь основания города не утихало до позднего вечера и завершилось призовой скачкой и праздничной иллюминацией. В современное здание канцелярия перебралась после его постройки в 1844 году.
30 ноября 1943 года в здании открылось Новочеркасское суворовское военное училище на 500 человек. В январе 1964 года на базу училища передислоцировалось Муромское военное училище связи, переименованное в 1968 году в Новочеркасское военное Краснознамённое училище связи. С 1974 года училище начало обучать курсантов по программам высшего образования. Новочеркасское высшее военное командное училище связи занимало здание войсковой канцелярии до 2011 года, когда было упразднено.